# 短柱桂樱
短柱桂樱（学名：Laurocerasus zippeliana var. crassistyla）为蔷薇科桂樱属大叶桂樱的变种。分布于越南以及中国大陆的南部等地，目前尚未由人工引种栽培。